# Ormgrunden
Ormgrunden, finska: Käärmekarit, är öar i Finland. De ligger i Finska viken och i kommunen Helsingfors i landskapet Nyland, i den södra delen av landet. Öarna ligger nära Helsingfors.
Arean för den av öarna koordinaterna pekar på är 0,6 hektar och dess största längd är 120 meter i nord-sydlig riktning. Närmaste större samhälle är Helsingfors, 6,1 km nordost om Ormgrunden.